# Бањара (Беневенто)
Бањара (итал. Bagnara) је насеље у Италији у округу Беневенто, региону Кампанија.
Према процени из 2011. у насељу је живело 468 становника. Насеље се налази на надморској висини од 307 м.